# Nada Dimić

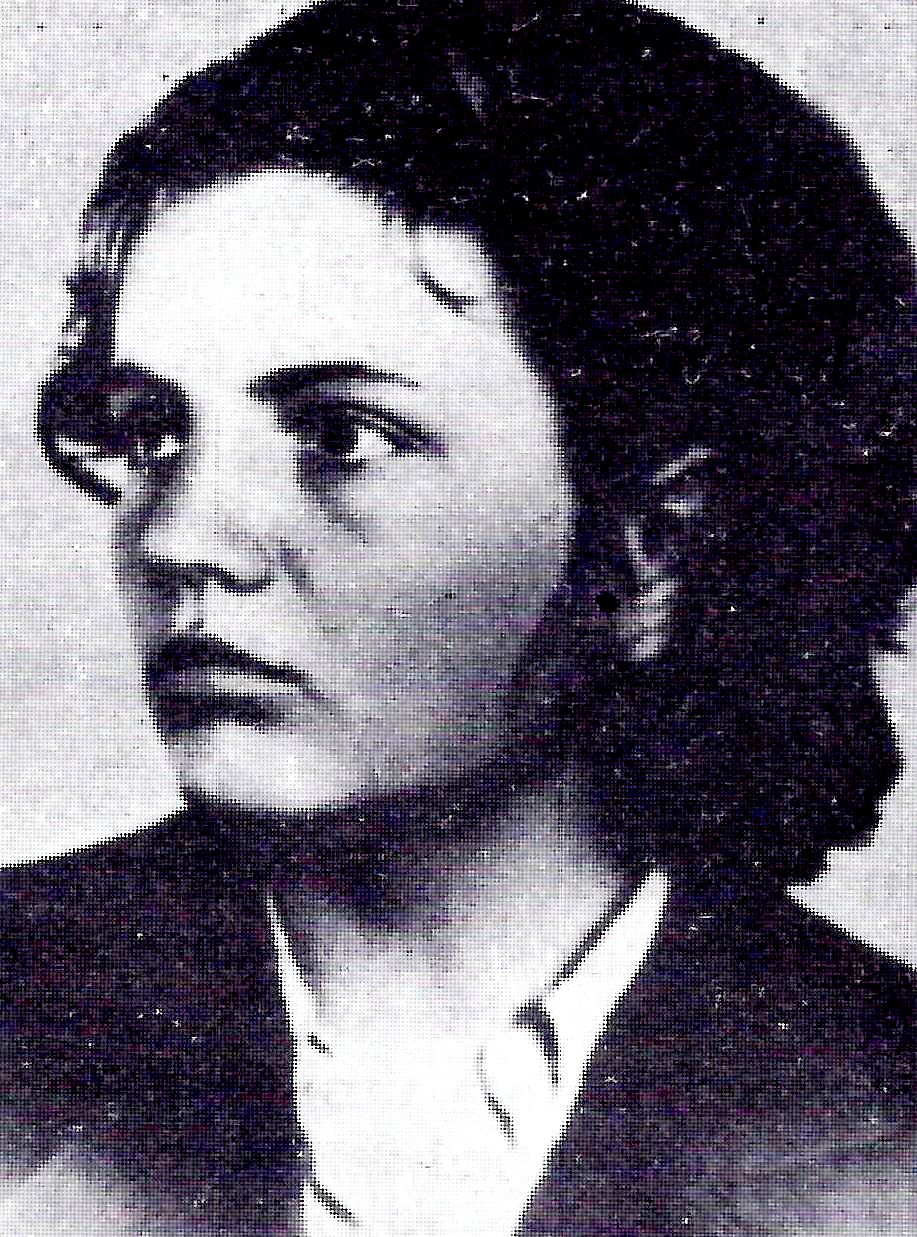
Nada Dimić

Nada Dimić (Divoselo, 6 settembre 1923 – Stara Gradiška, 17 marzo 1942) è stata una partigiana jugoslava morta durante la seconda guerra mondiale e proclamata Eroe nazionale della Jugoslavia.

## Biografia
Nada Dimić nacque a Divoselo, vicino Gospić, nel Regno dei Serbi, Croati e Sloveni da una famiglia di etnia serba. Terminata la scuola elementare a Gospić, si trasferì a Zemun per frequentare il ginnasio e un anno di accademia di economia. Nel 1938 entrò a far parte della Gioventù Comunista e nel 1940 del Partito Comunista di Jugoslavia.
Quando la Jugoslavia fu invasa durante la seconda guerra mondiale, nel giugno 1941 si unì al 1º distaccamento partigiano di Sisak, la prima unità partigiana in Croazia. Lo stesso anno, la polizia Ustascia la arrestò a Sisak; durante il trasferimento verso la prigione di Zagabria, ingerì del veleno per evitare l'interrogatorio. Il veleno non la uccise, fu salvata dalla cellula zagabrese del Partito e trasferita nelle zone controllate dai partigiani a Kordun. Quando si riprese si recò a Karlovac dove lavorò come agente sotto copertura per i partigiani.
Fu catturata il 3 dicembre 1941 dagli italiani e nuovamente consegnata alla polizia ustascia. Nonostante le torture subite, rifiutò di fornire informazioni e fu quindi deportata nel campo di concentramento di Stara Gradiška nel febbraio 1942: fu uccisa un mese dopo, all'età di 18 anni.

## Memoria
Il 7 luglio 1951 è stata insignita del titolo di Eroe nazionale della Jugoslavia. Le è stata intitolata una fabbrica tessile di Zagabria ora scomparsa.